# Betula gynoterminalis
Betula gynoterminalis — вид квіткових рослин з родини березових (Betulaceae). Росте у Китаї.

## Біоморфологічна характеристика
Це середнього розміру дерево, до 7 метрів заввишки. Гілки темно-пурпурні, листки широко-яйцеподібної форми, зазубрені. Горішки з дуже вузькими крилами. Листкова ніжка 5 мм, щільно ворсинчата. Листова пластинка широко-яйцеподібна або широко-видовжена, 12–13 × 7–8 см; абаксіально (низ) абаксіально густо-жовто шерстиста, ворсинчаста вздовж жилок, адаксіально гола, край нерівний і просто пилчастий, верхівка загострена. Жіночі суцвіття по 4 у китиці, кінцеві, пониклі, циліндричні, 5–7 × ≈ 1 мм. Горішок ≈ 2 × 1.5 мм, з дуже вузькими крилами.

## Поширення й екологія
Поширення: Китай (пн.-зх. Юньнань). Росте на висотах ≈ 2600 метрів. Зустрічається в широколистяних лісах.

## Загрози й охорона
Ліси північно-західної провінції Юньнань знаходяться під загрозою через збільшення збору деревини для палива та будівельних матеріалів і втрати середовища проживання. Немає повідомлень про дії щодо збереження цього виду.